# Nuoto ai Giochi della XIX Olimpiade - 100 metri rana femminili
La competizione dei 100 metri rana femminili di nuoto ai Giochi della XIX Olimpiade si è svolta nei giorni 18 e 19 ottobre 1968 alla Piscina Olímpica Francisco Márquez di Città del Messico.

## Programma
| Data            | Round        | Note                                |
| --------------- | ------------ | ----------------------------------- |
| 18 ottobre 1968 | 5 Batterie   | I migliori 16 tempi alle semifinali |
| 18 ottobre      | 2 Semifinali | I migliori 8 tempi alla finale      |
| 19 ottobre      | Finale       |                                     |

## Risultati

### Batterie
| Pos. | Atleta              | Nazione       | Totale | Pos F |
| ---- | ------------------- | ------------- | ------ | ----- |
| 1    | Catie Ball          | Stati Uniti   | 1'18"8 | 7 Q   |
| 2    | Jo-Anne Barnes      | Australia     | 1'19"1 | 8 Q   |
| 3    | Suzy Jones          | Stati Uniti   | 1'19"3 | 10 Q  |
| 4    | Dorothy Harrison    | Gran Bretagna | 1'19"6 | 12 Q  |
| 5    | Christl Filippovits | Austria       | 1'19"9 | 14 Q  |
| 6    | Tamara Oynick       | Messico       | 1'22"7 | 26    |
| 7    | Liana Vicens        | Porto Rico    | 1'25"2 | 29    |

| Pos. | Atleta            | Nazione          | Totale | Pos F |
| ---- | ----------------- | ---------------- | ------ | ----- |
| 1    | Đurđica Bjedov    | Jugoslavia       | 1'17"7 | 2 Q   |
| 2    | Alla Grebennikova | Unione Sovietica | 1'19"3 | 10 Q  |
| 3    | Shlomit Nir       | Israele          | 1'20"9 | 19    |
| 4    | Ann O'Connor      | Irlanda          | 1'21"1 | 21    |
| 5    | Marjan Janus      | Paesi Bassi      | 1'21"9 | 22    |
| 6    | Tamara Orejuela   | Ecuador          | 1'26"8 | 30    |
| 7    | Celia Jokisch     | El Salvador      | 1'46"6 | 33    |

| Pos. | Atleta         | Nazione        | Totale | Pos F |
| ---- | -------------- | -------------- | ------ | ----- |
| 1    | Sharon Wichman | Stati Uniti    | 1'18"3 | 4 Q   |
| 2    | Judy Playfair  | Australia      | 1'19"2 | 9 Q   |
| 3    | Yvonne Brage   | Svezia         | 1'20"8 | 18    |
| 4    | Vreni Eberle   | Germania Ovest | 1'22"6 | 23    |
| 5    | Víctoria Casas | Messico        | 1'24"7 | 28    |
| 6    | María Moreño   | El Salvador    | 1'27"2 | 31    |

| Pos. | Atleta                 | Nazione          | Totale | Pos F |
| ---- | ---------------------- | ---------------- | ------ | ----- |
| 1    | Uta Frommater          | Germania Ovest   | 1'18"5 | 5 Q   |
| 2    | Galina Prozumenščikova | Unione Sovietica | 1'18"6 | 6 Q   |
| 3    | Svetlana Babanina      | Unione Sovietica | 1'20"2 | 15 Q  |
| 4    | Jill Slattery          | Gran Bretagna    | 1'20"7 | 16 Q  |
| 5    | Sue McKenzie           | Australia        | 1'20"9 | 19    |
| 6    | Ellen Ingvadóttir      | Islanda          | 1'22"6 | 23    |

| Pos. | Atleta           | Nazione       | Totale | Pos F |
| ---- | ---------------- | ------------- | ------ | ----- |
| 1    | Ana María Norbis | Uruguay       | 1'17"4 | 1 Q   |
| 2    | Kiyoe Nakagawa   | Giappone      | 1'18"2 | 3 Q   |
| 3    | Diana Harris     | Gran Bretagna | 1'19"8 | 13 Q  |
| 4    | Yukari Takemoto  | Giappone      | 1'20"7 | 17    |
| 5    | Márta Egerváry   | Ungheria      | 1'22"6 | 23    |
| 6    | Arlette Wilmes   | Lussemburgo   | 1'24"4 | 27    |
| 7    | María Castro     | El Salvador   | 1'36"9 | 32    |

### Semifinali
| Pos. | Atleta                 | Nazione          | Totale | Pos F |
| ---- | ---------------------- | ---------------- | ------ | ----- |
| 1    | Sharon Wichman         | Stati Uniti      | 1'16"8 | 2 Q   |
| 2    | Đurđica Bjedov         | Jugoslavia       | 1'17"1 | 5 Q   |
| 3    | Galina Prozumenščikova | Unione Sovietica | 1'17"5 | 6 Q   |
| 4    | Jo-Anne Barnes         | Australia        | 1'18"4 | 9     |
| 5    | Alla Grebennikova      | Unione Sovietica | 1'18"6 | 10    |
| 6    | Christl Filippovits    | Austria          | 1'18"9 | 12    |
| 7    | Dorothy Harrison       | Gran Bretagna    | 1'19"6 | 15    |
| 8    | Jill Slattery          | Gran Bretagna    | 1'19"8 | 16    |

| Pos. | Atleta            | Nazione          | Totale | Pos F |
| ---- | ----------------- | ---------------- | ------ | ----- |
| 1    | Ana María Norbis  | Uruguay          | 1'16"7 | 1 Q   |
| 2    | Catie Ball        | Stati Uniti      | 1'16"8 | 2 Q   |
| 3    | Uta Frommater     | Germania Ovest   | 1'16"9 | 4 Q   |
| 4    | Kiyoe Nakagawa    | Giappone         | 1'17"7 | 7 Q   |
| 5    | Svetlana Babanina | Unione Sovietica | 1'18"3 | 8 Q   |
| 6    | Suzy Jones        | Stati Uniti      | 1'18"6 | 10    |
| 7    | Judy Playfair     | Australia        | 1'19"3 | 13    |
| 8    | Diana Harris      | Gran Bretagna    | 1'19"3 | 14    |

### Finale
| Pos.    | Atleta                 | Nazione          | Totale | Nota            |
| ------- | ---------------------- | ---------------- | ------ | --------------- |
| Oro     | Đurđica Bjedov         | Jugoslavia       | 1'15"8 | Record olimpico |
| Argento | Galina Prozumenščikova | Unione Sovietica | 1'15"9 |                 |
| Bronzo  | Sharon Wichman         | Stati Uniti      | 1'16"1 |                 |
| 4       | Uta Frommater          | Germania Ovest   | 1'16"2 |                 |
| 5       | Catie Ball             | Stati Uniti      | 1'16"7 |                 |
| 6       | Kiyoe Nakagawa         | Giappone         | 1'17"0 |                 |
| 7       | Svetlana Babanina      | Unione Sovietica | 1'17"2 |                 |
| 8       | Ana María Norbis       | Uruguay          | 1'17"3 |                 |